# Ceuthospora leguminum
Ceuthospora leguminum är en svampart som beskrevs av Syd. 1923. Ceuthospora leguminum ingår i släktet Ceuthospora och familjen Phacidiaceae.   Inga underarter finns listade i Catalogue of Life.